# Никуда не идем
Никуда не идем (мкд. Не одам никаде) је збирка прича македонске књижевнице Румене Бужаровске (мкд. Румена Бужаровска) објављена 2018. године. Српско издање књиге објавила је издавачка кућа Booka из Београда 2019. године у преводу Ирене Шентевске.

## О аутору
Румена Бужаровска је рођена 1981. године у Скопљу. Објавила је до сада збирке прича: Жврљотине (2007), Осмица (2010), Мој муж (2014) и Никуда не идем (2018). Ауторка је и студије о хумору у савременој македонској и америчкој краткој причи О смешном: Теорије хумора кроз призме кратке приче (2012). Књиге су јој превођене на енглески, француски, српски, хрватски, словеначки и бугарски језик. На Филолошком факултету у Скопљу је запослена као доцент америчке књижевности. Бави се и књижевним преводом са енглеског на македонски језик. Коауторка је и коорганизаторка вечери приповедања женских прича ПичПрич.

## О књизи
Румена Бужуровска књигом Никуда не идем „проширује подручје борбе“ и у жижу ставља однос локалног и глобалног, „наших“ и „странаца“, као и позиције наших тамо и странаца овде.
Ауторка говори о македонској емиграцији, о дилемама које су посвећене економској и присилној емиграцији Македонаца у западни свет.
Књига Никуда не идем је сачињена од седам прича које говоре о свакодневици, тематизоване жељом сваког од нас да одемо из ове средине где живимо, и да будемо срећни и задовољни на неком другом месту. Ту је галерија ликова који због своје неодлучности живе „ни тамо ни вамо“. У причи Сиса Јелена је растргнута између емоција према родном крају где је отишла да види свог оца који је на самрти, и живота преко океана где не може да се прилагоди. Риста не може да се помири са судбином његове изгубљене фамилије и изневере његове супруге у Мелбурно у причи Ту сам. Никуда не идем.  Софија и Иван су само смешна прича манифестирајући своју успешност и притом стављајћи на тацну своју сировост у причи Медуза. Супруга и дете тензичног Владе показују сву своју тупавост покушавајући да прихвате све оно што њима нуди Феникс у Аризони као свој дом у причи Чероки црвена. Таква је и претставица у Америчкој амбасади где јадна Весна, чији је брак на стакленим ногама, покушава да буде у истом расположењу са супругом америчког амбасадора у причи Осми март.
Иако су јунаци ових прича из Македоније, њихово искуство се може упоредити са искуствима људи из свих земаља у региону. Ово се односи  на ситуције који се дешавају у Македонији, али и на оне које се дешавају у иностранству. Приповетка која најбоље осликава ову „балканску другост” је прича Чероки, која сликовито описује одлазак једног балканског пара са дететом да тражи „бољи живот” у Америци. Приказани су у исто време и одушевљавања и гађења, а слом различитих очекивања и сусрет култура најснажније се види кроз очи збуњеног дечака. Инфериорност која се осећа у односу на Запад, надокнађује се лажном супериорношћу у односу на „друге”, који су дати кроз ликове Мексиканаца.